# Vala (linguagem de programação)
Vala é uma linguagem de programação orientada a objetos, com sintaxe inspirada em C#. Com um compilador auto-hospedado que gera código em C que usa GObject, foi criada para ser usada no desenvolvimento de aplicações para GNOME, e posteriormente foi adotada pelo elementary OS.

## Exemplos

### Programa Olá Mundo
```
void
 
main
 
()
 
{

    
print
 
(
"Olá, Mundo!
\n
"
);

}

```

ou
```
class
 
Hello
 
:
 
Object
 
{

    
void
 
greeting
 
()
 
{

        
stdout
.
printf
 
(
"Olá, Mundo!
\n
"
);

    
}

    

    
public
 
static
 
void
 
main
 
()
 
{

        
var
 
hello
 
=
 
new
 
Hello
 
();

        
hello
.
greeting
 
();

    
}

}

```

Pode ser compilado e executado com o seguinte comando:
```
$ 
valac
 
hello.vala

$ 
./hello

```

### Algoritmo de Trabb Pardo-Knuth
```
using
 
Math
;

double
 
f
 
(
double
 
t
)
 
{

    
return
 
sqrt
 
(
fabs
 
(
t
))
 
+
 
5
 
*
 
pow
 
(
t
,
 
3
);

}

void
 
main
 
()
 
{

    
double
 
a
[
11
];

    
for
 
(
var
 
i
 
=
 
0
;
 
i
 
<
 
a
.
length
;
 
i
++
)

        
stdin
.
scanf
 
(
"%lf"
,
 
&
a
[
i
]);

    
for
 
(
var
 
i
 
=
 
a
.
length
 
-
 
1
;
 
i
 
>=
 
0
;
 
i
--
)
 
{

        
var
 
y
 
=
 
f
 
(
a
[
i
]);

        
if
 
(
y
 
>
 
400
)

            
print
 
(
"%d TOO LARGE
\n
"
,
 
i
);

        
else

            
print
 
(
"%d %.16g
\n
"
,
 
i
,
 
y
);

    
}

}

```

Pode ser compilado e executado com o seguinte comando:
```
$ 
valac
 
-X
 
-lm
 
tpk.vala

$ 
./tpk

```

-X -lm instrui o linker a juntar o módulo de matemática (libm).

### GTK
```
public
 
class
 
HelloApp
 
:
 
Gtk
.
Application
 
{

    
public
 
HelloApp
 
()
 
{

        
// Cria um novo aplicativo

        
Object
 
(
application_id
:
 
"com.example.Hello"
);

    
}

    
// Quando o aplicativo for ativado

    
public
 
override
 
void
 
activate
 
()
 
{

        
// Cria uma nova janela

        
var
 
window
 
=
 
new
 
Gtk
.
ApplicationWindow
 
(
this
);

        
// Cria um novo botão que fecha a janela ao ser clicado

        
var
 
button
 
=
 
new
 
Gtk
.
Button
.
with_label
 
(
"Olá, Mundo!"
);

        
button
.
clicked
.
connect
 
(
window
.
close
);

        
// Adiciona o botão e apresenta a janela

        
window
.
child
 
=
 
button
;

        
window
.
present
 
();

    
}

    
public
 
static
 
int
 
main
 
(
string
[]
 
args
)
 
{

        
var
 
app
 
=
 
new
 
HelloApp
 
();

        
return
 
app
.
run
 
(
args
);

    
}

}

```

Pode ser compilado e executado com o seguinte comando:
```
$ 
valac
 
--pkg
 
gtk4
 
hello-gtk.vala

$ 
./hello-gtk

```